# 最高酋长
最高酋长（英語：Paramount Chief）是英语中对在以酋长为基础的政治体系下担任最高级别政治领导者的称呼。该术语在人类学和考古学理论中偶尔用于指代多个酋邦的统治者，或那些统治了其他酋邦的强大酋邦的领导者。英语使用者曾用“最高酋长”来指代存在于北美地区的美洲原住民联盟和区域性酋邦的统治者，例如欧洲殖民者在切萨皮克湾地区遇到的波瓦坦联盟和皮斯卡塔维人。  
在维多利亚时代，“最高酋长”成为英国殖民政府在其亚洲和非洲殖民地中正式创造的头衔，用来取代“国王”一词，以确保只有英国君主能够使用“国王”这一称号。由于“酋长”这一头衔已经用于区级和城镇管理者，为了区分统治的君主与地方贵族，便加上了“最高”一词。